# Phonétique articulatoire
 (avril 2025).
La phonétique articulatoire est une branche de la phonétique qui s'intéresse à[évasif] la production des sons de la parole. Du point de vue articulatoire[pas clair], les phonèmes sont classés selon leurs modes et points d'articulation.

## Terminologie

### Consonnes

#### Points d'articulation
- labiale
  - bilabiale
  - labio-vélaire
- apicale
  - dentale
  - alvéolaire
  - laminale
  - rétroflexe
- dorsale
  - palatale
  - vélaire
  - uvulaire
- pharyngale
- glottale

#### Modes d'articulation
- occlusive
- fricative
- affriquée
- latérale
- nasale
- clic

### Voyelles
- antérieure / postérieure
- arrondie / non-arrondie
- ouverte / fermée
- nasale / orale